# آشکارساز چرنکوف

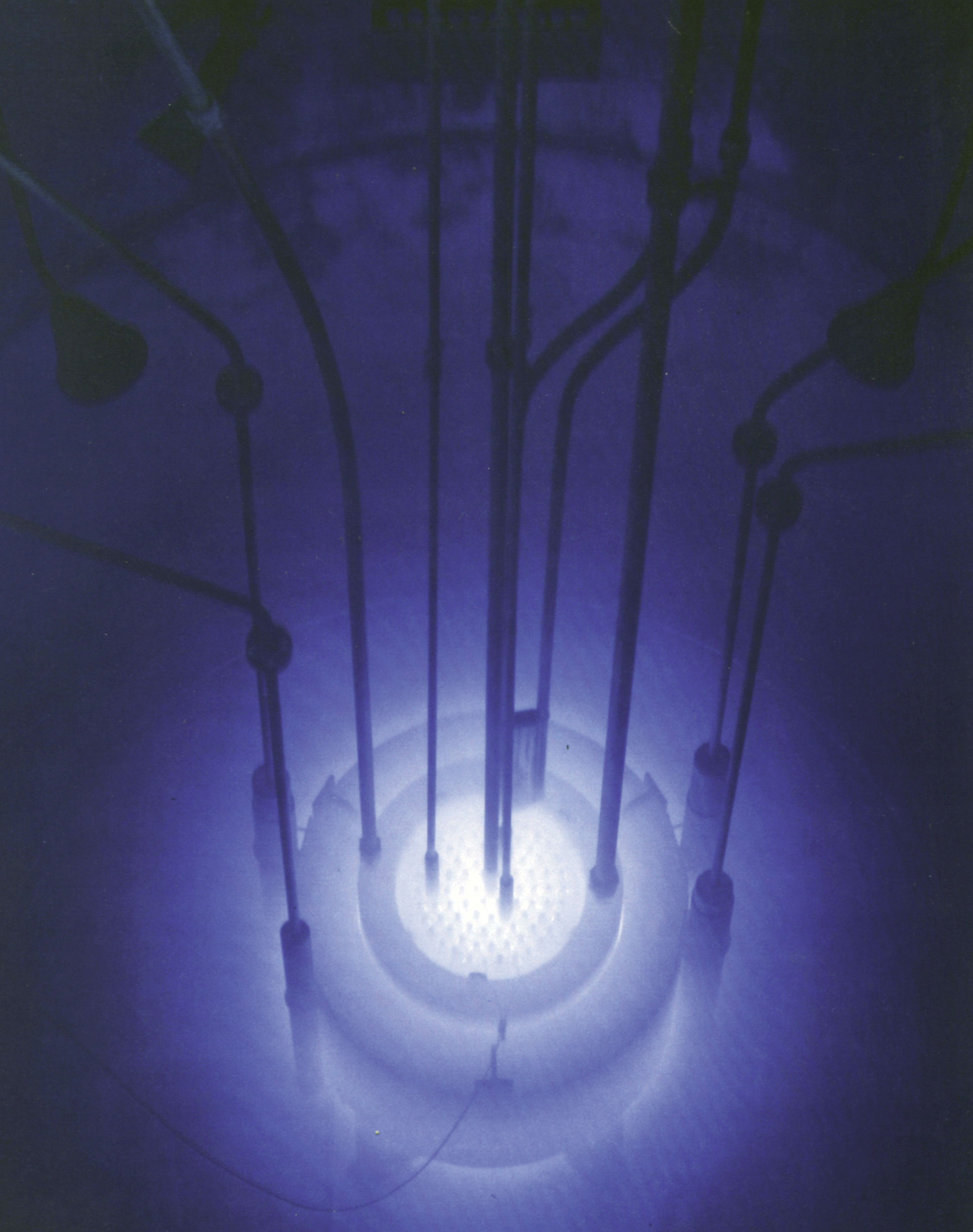
تصویر NRC از تشعشعات چرنکوف در اطراف هستهٔ زیر آب راکتور تحقیقاتی رید، کالج رید، اورگن، ایالات متحده.

آشکارساز چرنکوف (انگلیسی: Cherenkov detector) (تلفظ: /tʃɛrɛnˈkɔv/؛ روسی: Черенко́в) یک آشکارساز ذرات است که از آستانه سرعت برای تولید نور، خروجی نور وابسته به سرعت یا جهت نور وابسته به سرعت تابش چرنکوف استفاده می‌کند.

## بنیاد علمی
ذره‌ای که از یک ماده با سرعتی بیشتر از آن که نور می‌تواند از ماده عبور کند، با عبور نور٬ نور ساطع می‌کند. این شبیه به تولید یک غرش صوتی است زمانی که یک هواپیما در پرواز سریع‌تر از امواج صوتی در هوا حرکت کند. جهتی که این نور ساطع می‌شود روی مخروطی با زاویه θc در جهت حرکت ذره است، با cos(θc) = c/nv
(c = سرعت خلاء نور، n = ضریب شکست محیط، و v سرعت ذره است). بنابراین زاویه مخروط θc اندازه‌گیری مستقیم سرعت ذره است.
 فرمول فرانک تام d2N/dωdx = z2α/csin2θc تعداد فوتون‌های تولید شده را نشان می‌دهد.

## انواع آشکارساز
در مورد ساده آشکارساز آستانه، انرژی آستانه وابسته به جرم اجازه می‌دهد تا بین یک ذره سبک‌تر (که تابش می‌کند) و یک ذره سنگین‌تر (که تابش نمی‌کند) با همان انرژی یا تکانه تمایز قائل شد. چندین مرحله آستانه را می‌توان برای گسترش محدوده انرژی تحت پوشش ترکیب کرد.
آشکارسازهای آستانه چرنکوف برای زمان‌بندی سریع و اندازه‌گیری زمان پرواز در آشکارسازهای ذرات استفاده شده‌است.
طرح‌های دقیق تر از میزان نور تولید شده استفاده می‌کنند. ثبت نور از ذرات اولیه و ثانویه، برای یک کالریمتر چرنکوف، بازده نور کل متناسب با انرژی ذرات فرودی است.
استفاده از جهت نور، آشکارسازهای دیفرانسیل چرنکوف هستند.
آشکارسازهای RICH با ثبت مکان‌های تک فوتون چرنکوف در ناحیه حسگر حساس به موقعیت، زوایای چرنکوف را از روی الگوهای ثبت شده بازسازی می‌کنند. از آنجا که آشکارسازهای RICH اطلاعاتی را در مورد سرعت ذره ارائه می‌دهند، اگر تکانه ذره نیز شناخته شود (از خمش مغناطیسی)، ترکیب این دو قطعه اطلاعات سبب می‌شود که جرم ذره به‌دست آید تا بتوان نوع ذره را شناسایی کرد.